# Darren Adams
Darren Steven Adams (født 12. januar 1974 i Bromley) er en engelsk tidligere professional fodboldspiller, der spillede i the Football League som angriber.

## Karriere
Darren Adams spillede i flere klubber som Cardiff City, Woking og Danson Furness, før han skiftede til Aldershot Town. Han fik sin debut for Aldershot Town mod Bognor Regis Town i august 1996. Adams brugte syv måneder på Recreation Ground før Dover Athletic betalte £3,000 for ham i februar 1997.